# گورستان تماجان بی
گورستان تماجان B مربوط به عصر آهن دو، I است و در شهرستان املش، بخش رانکوه، روستای تماجان واقع شده و این اثر در تاریخ ۲ آبان ۱۳۸۲ با شمارهٔ ثبت ۱۰۶۶۳ به‌عنوان یکی از آثار ملی ایران به ثبت رسیده است.